# Jack Cade
Jack Cade, död 1450 var en engelsk upprorsledare.
Jack Cade var ledare för de uppror som startade i England efter de motgångar i Hundraårskriget som vid mitten av 1400-talet drabbade landet. Upproret startade i Kent, och inom några dagar hade man intagit London. Jack Cade omkom inte långt därefter, och mycket lite är känt om hans person.